# Onthophagus dicranocerus
Onthophagus dicranocerus es una especie de insecto del género Onthophagus de la familia Scarabaeidae del orden Coleoptera.

## Historia
Fue descrita científicamente por primera vez en el año 1925 por Gillet.